# Anoglypta
Anoglypta é um género de gastrópode  da família Acavidae.
Este género contém as seguintes espécies:
- Anoglypta launcestonensis